# Catedral de São Donaciano

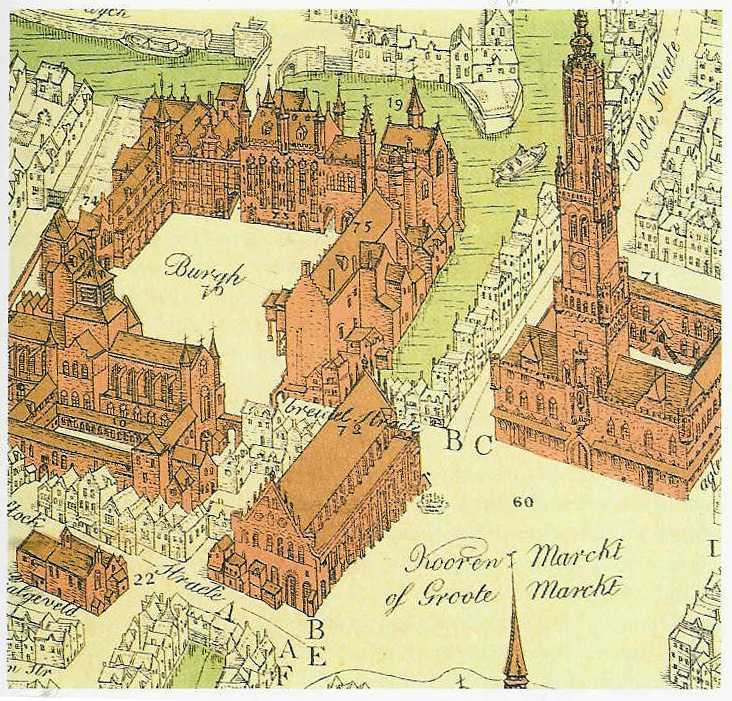
A Catedral de São Donatian (à esquerda) na praça Burg.

A catedral de São Donaciano (em neerlandês:  Sint-Donaaskathedraal) foi uma catedral católica romana, em Bruges, na Bélgica. Localizada em Burg, uma das principais praças da cidade, foi a maior igreja em Bruges. A catedral foi destruída em 1799, na sequência da dissolução da Diocese de Bruges, durante a Revolução Francesa.

## História

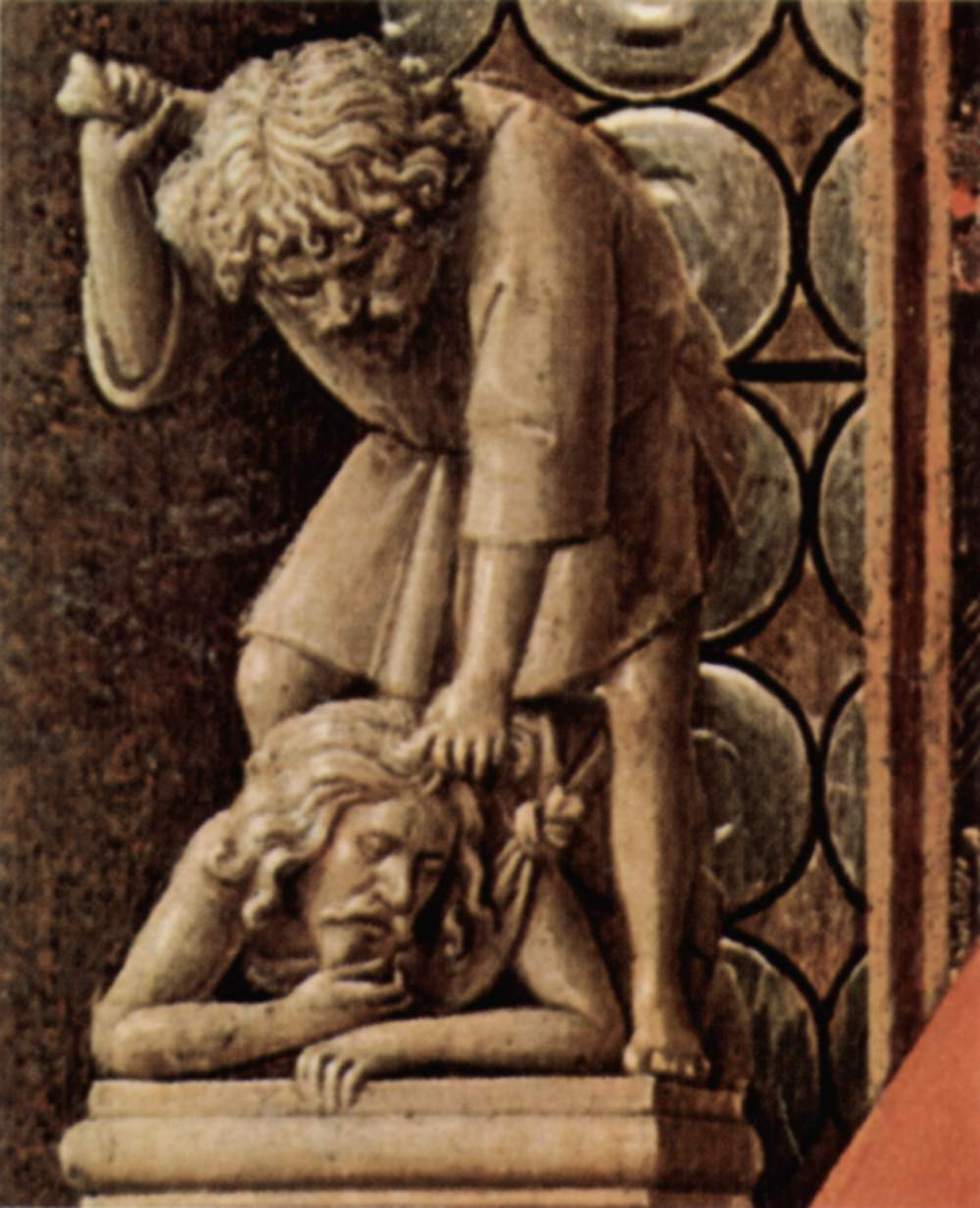
Detalhe arquitetônico a partir de Paele Madonna de Jan van Eyck.

A igreja de São Donaciano (holandês: Sint-Donaaskerk) foi criada por Arnulfo I, conde de Flandres, por volta de 950, a fim de abrigar as relíquias de São Donatian que tinham sido trazidas para Bruges em 870 por monges de Torhout. A igreja foi construída em estilo arquitetônico românico. Houve um edifício octogonal principal, com uma torre e um deambulatório de dezesseis lados. O edifício situava-se na praça Burg, em frente a Stadhuis (câmara municipal). Em 2 de março de 1227, Carlos I de Flandres foi assassinado na igreja. A igreja tornou-se uma catedral após a instalação do primeiro Bispo de Bruges, em 1562. A Catedral de São Donatian foi destruída em 1799 por forças de ocupação da Primeira República Francesa. O antigo local do edifício é agora ocupado pelo Crowne Plaza Hotel Brugge; no entanto, as fundações da catedral foram descobertas em 1955 e são visíveis na adega do hotel.

## Obras
Em 1436, a obra de Jan van Eyck, A virgem e a criança com o cônego van der Paelel, que também retrata São Donaciano, foi encomendado pelo cônego Joris van der Paele como um retábulo para a igreja. O próprio Jan van Eyck foi enterrado na igreja de São Donatian em 1441.